# Оборотни внутри
«Оборотни внутри» (англ. Werewolves Within) — американский мистический комедийный фильм ужасов 2021 года, снятый Джошем Рубеном по сценарию Мишны Вулф, основанному на одноимённой видеоигре от Red Storm Entertainment.
О фильме стало известно, когда Вульф писал сценарий, а компании Ubisoft Motion Pictures и IFC Films занимались его производством. Актёрский состав был объявлен в начале 2020 года, а основные съемки начались в феврале 2020 года.
Мировая премьера фильма «Оборотни внутри» состоялась на кинофестивале «Трайбека» 16 июня 2021 года, а ограниченный показ в кинотеатрах начался в США 25 июня 2021 года, за которым, 2 июля 2021 года последовала полноценная премьера. Фильм получил самые высокие оценки критиков на Rotten Tomatoes и Metacritic за фильм, снятый по мотивам видеоигры. В то же время, в прокате фильм провалился. При бюджете $6,5 млн сборы составили всего $0,991 млн, в том числе, $0,576 в США и Канаде, и $0,416 млн в других странах

## Сюжет
Группа людей из небольшого вермонтского городка застряли в снежном буране и подозревают, что один из них — оборотень.

## В ролях
- Сэм Ричардсон — Финн Уиллер
- Милана Вайнтруб — Сесили Мур
- Джордж Бейзил[англ.] — Маркус
- Сара Бёрнс — Гвен
- Майкл Чернус[англ.] — Пит Андертон
- Кэтрин Кёртин — Джанин Шерман
- Уэйн Дювалл[англ.] — Сэм Паркер
- Харви Гильен[англ.] — Жоаким Вольфсон
- Ребекка Хендерсон[англ.] — доктор Джейн Эллис
- Шайенн Джексон — Девон Вольфсон
- Микаэла Уоткинс — Триша Андертон
- Гленн Флешлер — Эмерсон Флинт
- Патрик М. Уолш-мл. — Дейв Шерман
- Анни Крюгер — Шарлотта